# Ineu, Harghita
Ineu (în maghiară Csíkjenőfalva) este un sat în comuna Cârța din județul Harghita, Transilvania, România.

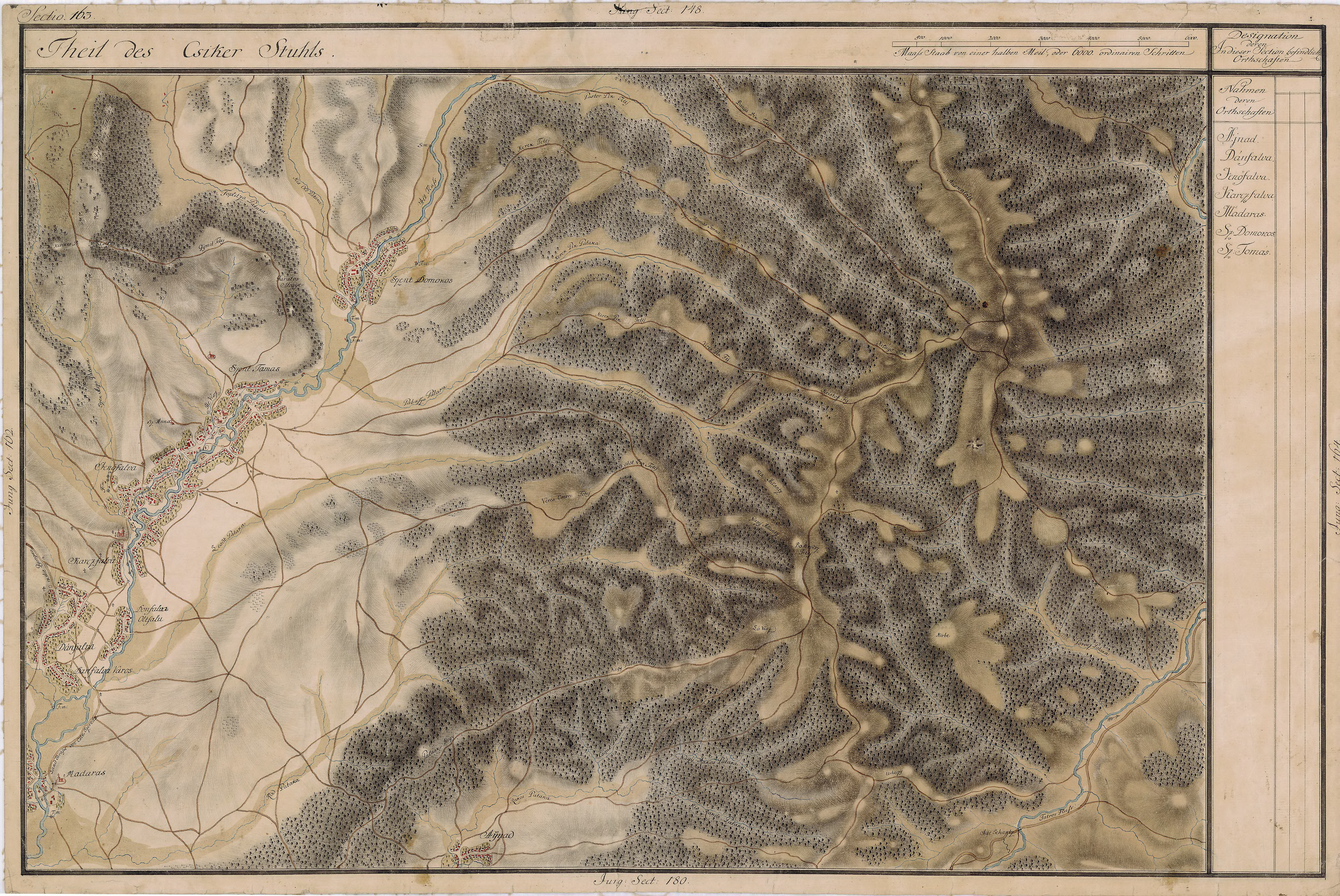
Ineu în Harta Iosefină a Transilvaniei, 1769-73

 Acest articol despre o localitate din județul Harghita este deocamdată un ciot. Puteți ajuta Wikipedia prin completarea lui.